# Melitaea gaimana
Melitaea gaimana är en fjärilsart som beskrevs av Sugitani 1837. Melitaea gaimana ingår i släktet Melitaea och familjen praktfjärilar. Inga underarter finns listade i Catalogue of Life.